# Товариство «Просвіта» (1868—1939)

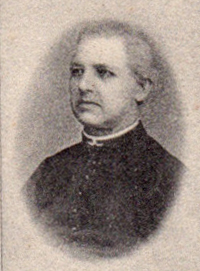
Микола Устиянович, світлина з листівки серії «Історія України-Руси», Коломия, 1902 р.

Товариство «Просвіта» (1868—1939) — громадська організація, утворена 1868 року у Львові з метою культурно-наукового розвитку, консолідації народної спільноти та піднесення національної свідомості українського народу.
Співзасновником і головою був громадський діяч і політик, священник УГКЦ Микола Устиянович.
«Просвіта» поширила діяльність на всі українські землі (найпотужніші мережі — у Галичині, на Буковині, Поділлі, Київщині, Волині, у Закарпатській Україні). Створена організаційна структура (філії—читальні) в західноукраїнських землях підпорядковувалася Львівському товариству «Просвіта». У підросійській Україні «Просвіти», утворені 1905—07 роках в губернських містах, координували роботу осередків, що з 1917 року діяли за власними статутами.
«Просвіта» почала з науково-освітньої діяльності, переймаючи цю царину у Галицько-руської матиці. При товаристві працювали спеціально створені термінологічна та з підготовки підручників комісії.
Товариство відкривало бібліотеки, друкарні, книгарні, народні театри, кінотеатри, музеї, здійснювало постановку спектаклів на українську тематику, відзначення ювілеїв відомих українських діячів, визначних подій національного значення, організацію публічних читань, упорядкування українських шкіл.
Деякі діячі товариств, починаючи з 1860-х років, представляли інтереси українського народу в Галицькому крайовому сеймі та австрійському парламенті, так у 1861–1866 — голова «Просвіти» громадський діяч і політик, священник УГКЦ Микола Устиянович був  послом до Галицького сейму. Парламентські представництва за участю членів «Просвіти» у 1860—80-х років відстоювали надання дотацій на видавництво, забезпечення окремих видів економічної діяльності, навчання українською мовою, відкриття українських гімназій, семінарій, заснування кафедри української історії у Львівському університеті, згодом — українського університету у Львові.
У 1880—90-х роках діячі «Просвіти» активізували парламентську діяльність, участь у маніфестаціях, національних святах, вічах, стали засновниками перших політичних партій (див. Партії політичні).
Усі генеральні секретарі, міністри освіти Української Народної Республіки та державні секретарі освітніх справ Західноукраїнської Народної Республіки у період 1917—20 (окрім П. Христюка та А. Артимовича) були членами «Просвіти» До Української Центральної Ради входили 122 члени «Просвіти». У виконавчих органах влади першої УНР представництво діячів «Просвіти» складало від 30 до 56 %, в Українській Державі — від 6 до 38 %, у другій УНР — від 24 до 56 %. У ЗУНР члени західноукраїнських осередків «Просвіти» складали від 36 до 47 % складу уряду — Державного секретаріату Західноукраїнської Народної Республіки, 44 представники «Просвіти» були в Українській національній раді ЗУНР.
На початку 1920-х років в Галичині, на Волині, Закарпатті товариства провадили активну культурно-освітню діяльність. На Київщині, Катеринославщині, Поділлі діяльність «Просвіти» провадилася до початку 1920-х років, у середині 1920-х років частина їх була реорганізована, інші самоліквідовувалися. На Волині «Просвіта» функціонувала до 1929 року в Рівному, до 1934 — у Луцьку, осередки товариства, підпорядковані Львівській «Просвіті», до середини 1930-х роках могли працювати в інших місцевостях Волині.
Найплідніше у 1920—30-ті роки «Просвіта» працювала в Галичині та на Закарпатті. 1939 року, з окупацією угорськими, а згодом радянськими військами українських земель, діяльність товариств на Закарпатті та в Галичині була припинена.